# Coq au vin
Il coq au vin (/kɔk o vɛ̃/), in lingua francese gallo al vino, è un piatto tradizionale francese. La Borgogna, l'Alsazia, la Champagne e l'Alvernia ne rivendicano la paternità.

## Preparazione
Tradizionalmente, si lasciava marinare nel vino rosso anche per 48 ore, dato che in passato si usavano soprattutto carni tenaci di galletto (anche se oggi spesso si usa il pollo): secondo molte ricette moderne, si preferisce usare il vino direttamente al momento della cottura, sicché prima della cottura il pollame viene soltanto infarinato e rosolato. Si utilizza di preferenza un galletto tagliato in pezzi. La cottura è a stufato, con aggiunta di lardo, aglio, cipolle, funghi, cognac, carote, lauro e timo.

## Storia

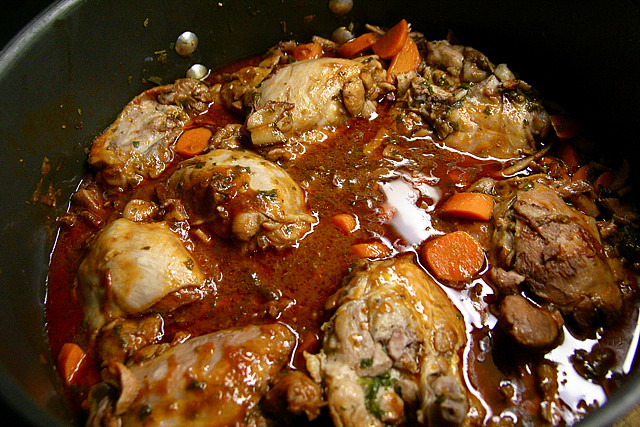
Coq au vin a fine cottura

Una leggenda riconduce la ricetta alla conquista della Gallia da parte di Giulio Cesare. Un capotribù degli Arverni, assediato dai Romani, avrebbe fatto pervenire al dittatore un galletto come simbolo del valore dei Galli. Cesare ricambiò la cortesia e i due sedettero insieme ad una cena dove fu servito il coq au vin.
È ricordato nei libri del Commissario Maigret come uno dei piatti preferiti dal protagonista, e come uno dei piatti che sua moglie cucinava.